# Osvaldo Illanes
Osvaldo Illanes Benítez (Villa Alegre, 23 de octubre de 1898-Santiago, 21 de enero de 1988) fue un abogado y juez chileno.

## Familia y estudios
Hijo de Alfredo Illanes Beytía y Lastenia Benítez Méndez. Su hermano Alfredo siguió la carrera política, ejerciendo como alcalde, gobernador y diputado.
Estudió en el Instituto Nacional, donde fue alumno del escritor Carlos Vicuña Fuentes, y posteriormente ingresó a la carrera de Derecho en la Universidad Católica, la cual finalizó en la Universidad de Chile. Juró como abogado el 9 de septiembre de 1924.
Se casó con María Adriana Ríos Gallardo en Santiago, el 8 de enero de 1926, con quien tuvo 3 hijos.

## Carrera profesional y judicial
Tras titularse ejerció como abogado ayudante de la Caja de Retiros y de Previsión Social de los Ferrocarriles del Estado. Ingresó al Poder Judicial el 31 de mayo de 1927 como relator de la Corte de Apelaciones de Santiago. Asumió el mismo cargo en la Corte Suprema el 21 de marzo de 1930.
Fue nombrado ministro de la Corte de Apelaciones de Santiago el 26 de junio de 1939. Asumió como ministro de la Corte Suprema el 30 de abril de 1951, de la cual fue presidente entre 1966 y 1969. Se jubiló del Poder Judicial el 3 de marzo de 1970.
Fue miembro de la Comisión Internacional de Juristas (CIJ), de la cual fue vicepresidente en 1967. En 1974 estuvo encargado de organizar una misión de la CIJ en Chile, solicitada por el Consejo Mundial de Iglesias, para revisar la situación en materia de derechos humanos durante la dictadura militar, iniciada el año anterior. La misión concluyó que la declaración de «estado de guerra» realizada por el régimen de Augusto Pinochet violaba los Convenios de Ginebra, y denunció las torturas a los opositores. Si bien Illanes no disputó los resultados de la misión, acusó a la CIJ de «mala fe» y renunció a la organización.
También fue miembro del Instituto de Conmemoración Histórica, del cual fue presidente entre 1976 y 1981.

## Obras
- Escrutando un horizonte (1970)

## Premios y reconocimientos
- Estrella y la Cruz de Honor de la Academia Internacional de Juristas (1956)[1]